# 王政岐
王政岐（16世紀—17世紀），字體仁，江西撫州府臨川縣人，明朝政治人物。

## 生平
王政岐幼年失去父親，由母親楊氏親自養育，他挑燈夜讀，到萬曆四十年（1612年）成舉人，四十七年（1619年）中會試副榜，授鄱陽教諭，陞陽朔知縣，當地人朔好屠宰牛隻，每年給予官員八百金為牛胖稅，他禁止私宰並拒收牛胖稅；調任臨桂知縣，有舊例里長為鹽商挽船，船隻有損壞由里長賠償，令多人破產，他亦向上級力請罷免，縣人繪像祭祀他。
不久王政岐得擢任寧夏同知，陞建寧知府，數個月後被罷官，後獲起復為詔安知縣，海盜劉香入侵，他訓練人民守城保全城池，黃道周特別記錄此事，又揭發鄉紳張士長窩藏盜賊，對方以族子張吉誣陷他，證實清白後棄官回鄉，人民不論男女老幼都拿酒肉送行，死後入祀鄉賢祠；兒子王師，為康熙二十一年舉人。

## 引用
1. 1 2  光緒《撫州府志·卷五十一·人物志》：王政岐，字體仁，臨川人，幼孤母楊苦節篝燈夜課，政岐登萬厯壬子鄉薦，己未試春官乙榜，授鄱陽教諭，陞陽朔知縣，朔好屠牛，歲輸官八百金，曰牛胖稅，岐首禁私宰弗取；調知臨桂縣，里長例為鹽商挽舟，灘峻水駛過舟損以賠鹽，累死者無算，岐力請於上獲免，通邑繪像祀之。已擢寧夏同知，陞建寧知府，未數月罷，復起為詔安令，海寇劉香大舉，執漳巡守以去，政岐料民訓練，詔城獲全，太史黃道周特紀其事，尋發鄉紳張士長窩盜狀，士良嗾族子張吉誣奏逮問，事白棄官歸，民老幼婦子攜酒脯送之，百里不絕，凡政岐仕宦所至雖不久皆有異績，卒祀鄉賢，子師康熙二十一年舉人，政岐祀鄉賢祠。
2. ↑  同治《廣西通志·卷二百五十二·宦績十二》：王政岐，字體仁，臨川人，天啟五年陽朔知縣，縣瘠而好屠牛，歲輸官八百金曰牛判稅，政岐首厲禁之，調臨桂，里長例為鹽商挽舟，灘峻水駛舟損責償鹽直，累死無算，為力請於上獲免，通邑祀之。 郝志